# Çankırı (Provinz)
Çankırı  ist eine Provinz der Türkei. Ihre Hauptstadt ist die gleichnamige Stadt Çankırı, die zugleich die größte der gesamten Provinz ist.
Die Provinz grenzt im Norden an die Provinz Kastamonu, im Nordwesten an die Provinz Karabük, im Westen an die Provinz Bolu, im Süden an die Provinzen Ankara und Kırıkkale sowie im Osten an die Provinz Çorum.

## Verwaltungsgliederung
Die Provinz Çankırı gliedert sich in zwölf Landkreise:
| Kreis- code 1      | Landkreis (İlçe)   | Fläche 2 (km²) | Bevölkerung (2020) 3 | Bevölkerung (2020) 3       | Anzahl der Einheiten   | Anzahl der Einheiten  | Anzahl der Einheiten | Bevölke- rungs- dichte (Ew./km²) | städt. Anteil (in %) | Sex Ratio 4 | Grün- dungs- datum 5, 6 |
| Kreis- code 1      | Landkreis (İlçe)   | Fläche 2 (km²) | Landkreis (İlçe)     | Verwal- tungssitz (Merkez) | Gemein- den (Belediye) | Stadt- viertel (Mah.) | Dörfer (Köy)         | Bevölke- rungs- dichte (Ew./km²) | städt. Anteil (in %) | Sex Ratio 4 | Grün- dungs- datum 5, 6 |
| ------------------ | ------------------ | -------------- | -------------------- | -------------------------- | ---------------------- | --------------------- | -------------------- | -------------------------------- | -------------------- | ----------- | ----------------------- |
| 1765               | Atkaracalar        | 234            | 4.904                | 2.349                      | 2                      | 11                    | 8                    | 21,0                             | 85,07                | 941         | 1987                    |
| 1885               | Bayramören         | 310            | 2.611                | 507                        | 1                      | 3                     | 27                   | 8,4                              | 19,42                | 951         | 1990                    |
| 1248               | Çerkeş             | 1.440          | 16.805               | 9.479                      | 2                      | 14                    | 49                   | 11,7                             | 71,49                | 952         |                         |
| 1300               | Eldivan            | 947            | 5.986                | 3.185                      | 1                      | 6                     | 16                   | 6,3                              | 53,21                | 1000        | 1960                    |
| 1399               | Ilgaz              | 350            | 13.866               | 7.811                      | 1                      | 9                     | 75                   | 39,6                             | 56,33                | 1005        |                         |
| 1817               | Kızılırmak         | 845            | 7.130                | 2.148                      | 1                      | 3                     | 26                   | 8,4                              | 30,13                | 1016        | 1987                    |
| 1963               | Korgun             | 514            | 4.546                | 2.538                      | 1                      | 4                     | 12                   | 8,8                              | 55,83                | 994         | 1990                    |
| 1494               | Kurşunlu           | 378            | 8.424                | 4.868                      | 1                      | 11                    | 27                   | 22,3                             | 57,79                | 957         | 1944                    |
| 1232               | Merkez Çankırı     | 609            | 97.326               | 87.589                     | 1                      | 14                    | 50                   | 159,8                            | 90,00                | 989         |                         |
| 1555               | Orta               | 706            | 11.450               | 3.336                      | 2                      | 8                     | 25                   | 16,2                             | 54,42                | 910         | 1959                    |
| 1649               | Şabanözü           | 467            | 11.661               | 8.680                      | 1                      | 7                     | 18                   | 25,0                             | 74,44                | 979         |                         |
| 1718               | Yapraklı           | 741            | 7.719                | 2.176                      | 1                      | 6                     | 38                   | 10,4                             | 28,19                | 1066        | 1944                    |
| PROVINZ 18 Çankırı | PROVINZ 18 Çankırı | 7.542          | 192.428              |                            | 15                     | 96                    | 371                  | 25,5                             | 73,75                | 982         | 1958                    |

## Bevölkerung

### Ergebnisse der Bevölkerungsfortschreibung
Nachfolgende Tabelle zeigt die jährliche Bevölkerungsentwicklung am Jahresende nach der Fortschreibung durch das 2007 eingeführte adressierbare Einwohnerregister (ADNKS). Zusätzlich sind die Bevölkerungswachstumsrate und das Geschlechterverhältnis (Sex Ratio d. h. Anzahl der Frauen pro 1000 Männer) aufgeführt.
Der Zensus von 2011 ermittelte 175.716 Einwohner, das sind fast. 95.000 Einwohner weniger als zum Zensus 2000.
| Jahr  | Bevölkerung am Jahresende | Bevölkerung am Jahresende | Bevölkerung am Jahresende | Wachstums- rate der Be- völkerung (in %) | Geschlechter verhältnis (Frauen auf 1000 Männer) | Rang (unter den 81 Provinzen) |
| Jahr  | gesamt                    | männlich                  | weiblich                  | Wachstums- rate der Be- völkerung (in %) | Geschlechter verhältnis (Frauen auf 1000 Männer) | Rang (unter den 81 Provinzen) |
| ----- | ------------------------- | ------------------------- | ------------------------- | ---------------------------------------- | ------------------------------------------------ | ----------------------------- |
| 2020  | 192.428                   | 97.065                    | 95.363                    | -1,72                                    | 982                                              | 75                            |
| 2019  | 195.789                   | 98.683                    | 97.106                    | -9,51                                    | 984                                              | 75                            |
| 2018  | 216.362                   | 109.512                   | 106.850                   | 16,28                                    | 976                                              | 73                            |
| 2017  | 186.074                   | 93.427                    | 92.647                    | 1,19                                     | 992                                              | 75                            |
| 2016  | 183.880                   | 91.874                    | 92.006                    | 1,62                                     | 1001                                             | 75                            |
| 2015  | 180.945                   | 90.340                    | 90.605                    | −1,42                                    | 1003                                             | 75                            |
| 2014  | 183.550                   | 91.800                    | 91.750                    | −3,85                                    | 999                                              | 75                            |
| 2013  | 190.909                   | 95.548                    | 95.361                    | 3,53                                     | 998                                              | 73                            |
| 2012  | 184.406                   | 92.394                    | 92.012                    | 4,06                                     | 996                                              | 75                            |
| 2011  | 177.211                   | 88.472                    | 88.739                    | −1,04                                    | 1003                                             | 75                            |
| 2010  | 179.067                   | 89.281                    | 89.786                    | −3,22                                    | 1006                                             | 75                            |
| 2009  | 185.019                   | 92.714                    | 92.305                    | 5,07                                     | 996                                              | 74                            |
| 2008  | 176.093                   | 87.914                    | 88.179                    | 1,20                                     | 1003                                             | 75                            |
| 2007  | 174.012                   | 86.692                    | 87.320                    | −                                        | 1007                                             | 75                            |
| 20001 | 270.355                   | 141.186                   | 129.169                   |                                          | 915                                              | 63                            |

1 Zensus 2000

### Volkszählungsergebnisse
Nachfolgende Tabellen geben die bei den 14 Volkszählungen dokumentierten Einwohnerstände der Provinz Çankırı wieder.
Die Werte der linken Tabelle sind E-Books (der Originaldokumente) entnommen, die Werte der rechten Tabelle entstammen der Datenabfrage des Türkischen Statistikinstituts TÜIK – abrufbar über diese Webseite:
| Jahr | Bevölkerung | Bevölkerung | Rang |
| Jahr | Provinz     | Türkei      | Rang |
| ---- | ----------- | ----------- | ---- |
| 1927 | 157.219     | 13.648.270  | 41   |
| 1935 | 177.587     | 16.158.018  | 45   |
| 1940 | 183.782     | 17.820.950  | 46   |
| 1945 | 197.356     | 18.790.174  | 45   |
| 1950 | 217.188     | 20.947.188  | 44   |
| 1955 | 227.357     | 24.064.763  | 45   |
| 1960 | 241.452     | 27.754.820  | 51   |

| Jahr | Bevölkerung | Bevölkerung | Rang |
| Jahr | Provinz     | Türkei      | Rang |
| ---- | ----------- | ----------- | ---- |
| 1965 | 250.706     | 31.391.421  | 55   |
| 1970 | 261.367     | 35.605.176  | 55   |
| 1975 | 265.468     | 40.347.719  | 57   |
| 1980 | 258.436     | 44.736.957  | 57   |
| 1985 | 263.964     | 50.664.458  | 60   |
| 1990 | 279.129     | 56.473.035  | 60   |
| 2000 | 270.355     | 67.803.927  | 63   |

Anzahl der Provinzen bezogen auf die Censusjahre:
- 1927, 1940 bis 1950: 63 Provinzen
- 1935: 57 Provinzen
- 1955: 67 Provinzen
- 1960 bis 1985: 73 Provinzen
- 1990: 73 Provinzen
- 2000: 81 Provinzen

## Persönlichkeiten
- Süreyya Ayhan (* 1978), Mittelstreckenläuferin